# Elena egizia
Elena egizia (Die ägyptische Helena) è un'opera lirica in lingua tedesca che venne eseguita la prima volta il 6 giugno 1928 alla Semperoper di Dresda. La musica è del compositore tedesco Richard Strauss, il libretto dello scrittore austriaco Hugo von Hofmannsthal, che è basato sull'Elena di Euripide.

## Trama
La vicenda narrata in due atti vede Elena (fidanzata e non sposata a Menelao, per accontentare la censura del periodo) che dev'essere punita dal compagno. Interviene la ninfa Etra, che ha ruolo di protettrice dell'amore e di Elena, ingannando con una pozione Menelao che invece di uccidere la compagna si scaglia su di un fantasma (elemento preso dalla tradizione stesicorea). Quando Menelao ritorna viene convinto dalla ninfa che a Troia è stato portato solo il fantasma della bella Elena, mentre quella vera è rimasta in Egitto e adesso la stessa attende nella stanza accanto. A questo punto si chiude il primo atto.
Il secondo atto si apre in un'atmosfera esotica; qui Elena si trova contesa dai potenti del luogo, e Menelao è in dubbio sull'identità della donna: crede infatti che ella sia il fantasma. La vicenda si conclude con l'intervento di Etra che in pieno stile deus ex machina toglie l'incanto a Menelao e questi riconosce in Elena colei che lo aveva tradito; ma vedendola sorridere decide di non ucciderla, permettendo il trionfo dell'amore.

## Organico orchestrale
La partitura di Strauss prevede l'utilizzo di:
- Legni: 8 flauti (III e IV. anche ottavino),(V e VI anche flauto dolce,(VII e VII anche flauto indiano, 2 oboi, corno inglese, 3 clarinetti, clarinetto basso, 3 fagotti (III. anche controfagotto)
- Ottoni: 6 corni (VI anche flicorno), 6 trombe, 3 tromboni, tuba
- Percussioni: timpani, grancassa, piatti, tamburo, tam-tam
- Altri strumenti: glockenspiel, celesta, 2 arpe, organo
- Archi: 16 violini I, 14 violini II, 10 viole, 10 violoncelli, 8 contrabbassi
- Sul palco: 6 oboi, 6 clarinetti, 4 corni,1 flicorno, 2 trombe, 4 tromboni, timpani, 4 triangoli, 2 tamburelli, macchina del vento

## Discografia parziale
- Elena egizia - Antal Doráti/Gwyneth Jones/Matti Kastu/Barbara Hendricks, 1979 Decca

## Audio files
- Salisburgo, 29 luglio 2003 - Fabio Luisi

ATTO I e ATTO II